# Adrian Noble
Adrian Keith Noble (Chichester, 19 luglio 1950) è un regista teatrale e direttore artistico britannico.

## Biografia
Nato e cresciuto a Chichester, Adrian Noble ha studiato letteratura inglese all'Università di Bristol. Ha iniziato la carriera da regista al Drama Centre London e dal 1976 ha diretto allestimenti teatrali al Bristol Old Vic. Dal 1980 al 1981 ha lavorato al Royal Exchange Theatre di Manchester, dove ha ottenuto il plauso della critica e riconoscimenti teatrali per la sua regia di Casa di bambola. Sempre nel 1981 ha diretto una produzione in lingua francese de La duchessa di Amalfi al Carré Silvia Monfort di Parigi.
Acclamato interprete dell'opera di Shakespeare, Adrian Noble è stato direttore artistico della Royal Shakespeare Company dal 1990 al 2003. Nel corso della sua carriera ha ricevuto venti candidature al Premio Laurence Olivier, il massimo riconoscimento del teatro inglese. Nel 2014 ha co-diretto la serie di concerti di Kate Bush intitolata "Before the Dawn". Ha inoltre curato la regia di alcune opere liriche, tra cui Alcina (2010) e Otello (2019) alla Wiener Staatsoper e Macbeth al Metropolitan. Nel 2022 ha fatto il suo debutto scaligero con un allestimento de I Capuleti e i Montecchi.

## Opere letterarie
- How to Do Shakespeare, Londra, Routledge. 2009. ISBN 9780415549264